# Переслідування (фільм)
«Переслідування» (англ. Following, 1998) — британський перший повнометражний фільм Крістофера Нолана. У фільмі розповідається про молодого письменника, який слідкує за людьми на вулицях Лондона і в результаті вплутується в кримінальну історію. Фільм чорно-білий і відзначається нелінійним розвитком сюжету.

## В ролях
- Джеремі Теобальд  — Біллі
- Алекс Хоу  — Кобб
- Люсі Рассел  — блондинка
- Джон Нолан  — поліцейський
- Дік Бредсел  — лисий